# Леєрдам (сир)
Леєрдам (нід. вимова: [leːrˈdɑmər]) — голландський напівтвердий сир із коров'ячого молока. Час витримки приблизно 3–12 місяців. Він має кремово-білу текстуру і був створений, щоб за зовнішнім виглядом і смаком нагадувати емменталь. Його солодкуватий і дещо горіховий смак із віком стає більш вираженим. Він також має чіткі отвори. У рекламних кампаніях використовувався слоган «De lekkerste kaas tussen de gaten» («смак навколо дірок»).
Сир виробляє виключно Groupe Bel. Назва Leerdammer є торговою маркою Bel Leerdammer B.V. 22 березня 2021 року Groupe Bel оголосила про передачу бренду та пов'язаних із ним активів Lactalis в обмін на акції, які Lactalis належать у Groupe Bel, за винятком збережених 0,9 % акцій.
Сир Леєрдам виробляється у Схонревурді в муніципалітеті Леєрдам, місті, яке дало назву Леєрдаму. Загальний сир у стилі Леєрдам продається як сир Mаасдам. Groupe Bel має другу фабрику з виробництва Леєрдаму в Далфсені, у східній провінції Оверейсел. Виробляється також у Франції.
Сир був розроблений Кейсом Ботеркопером, який володів невеликою молокозаводом у Схонревурді з 1914 року, і Бастіан Барс, який керував сироварнею в сусідньому селі. Вони познайомилися в 1970 році і незабаром після цього вирішили співпрацювати. Вони працювали над сиром, який міг конкурувати з гаудою та едамом. Леєрдам було запущено в 1977 році. Він також доступний у супермаркетах Європи, Росії та США.